# آن دو
آن دو هي لاعبة كرة الماء كندية، ولدت في 1 مايو 1971.

## وصلات خارجية
- آن دو على موقع الاتحاد الدولي للسباحة (الإنجليزية)
- آن دو على موقع اللجنة الأولمبية الدولية (الإنجليزية)
- آن دو على موقع أوليمبيديا (الإنجليزية)
- آن دو على موقع اللجنة الأولمبية الكندية (الإنجليزية)